# Condado de Monte Real
El condado de Monte Real es un título nobiliario español  concedido por el regente, general Serrano, mediante decreto del 17 de marzo de 1870, con cédula de concesión expedida el 5 de septiembre de 1870 a favor de José María Jiménez Pérez de Vargas del Río Álvarez.
Su denominación hace referencia a un predio de olivar, propiedad del primer conde, en el término de Bujalance en la provincia de Córdoba.

## Condes de Monte Real
|                              | Titular                                            | Periodo                      |                              |
| Creación por general Serrano | Creación por general Serrano                       | Creación por general Serrano | Creación por general Serrano |
| ---------------------------- | -------------------------------------------------- | ---------------------------- | ---------------------------- |
| I                            | José María Jiménez Pérez de Vargas del Río Álvarez | 1870-1874                    |                              |
| II                           | Emilio Rincón Jiménez                              | 1921-1944                    |                              |
| III                          | José Antonio Plaza Rincón                          | 1993-1994                    |                              |
| IV                           | Jacinto Mañas Rincón                               | 2001-2020                    |                              |
| V                            | Blanca María Mañas Peñalver                        | 2021-actual titular          |                              |

- José María Jiménez Pérez de Vargas del Río Álvarez (m. Villa del Río, 18 de mayo de 1874), I conde de Monte Real.[2]  Era hijo de Bernardo María Jiménez de los Ríos, maestrante de la Real de Ronda, alcalde de dicha villa por el Estado Noble, y de María Luisa Pérez de Vargas y Álvarez de Sotomayor.[1]  Fue alcalde de Villa del Río y caballero comendador de la Real Orden de Isabel la Católica.

Se casó en primeras nupcias en Villa del Río el 17 de diciembre de 1830 con Josefa Antonia Muñoz-Cobo y Vera, fallecida el 25 de julio de 1835, con descendencia. Contrajo un segundo matrimonio el 10 de septiembre de 1840 con Mariana Molleja Criado Cerezo.  De este matrimonio nacieron cuatro hijos: Juan José, Estrella, María Asunción, María del Rosario, José Ramón y Ricardo. El derecho sucesorio en el título recayó en su hija María de la Asunción (n. 31 de diciembre de 1874) casada el 8 de junio de 1863 con Julián de la Isla Toledano.  Estos fueron padres de Ricardo Rafael de Isla Jiménez que solicitó y obtuvo la sucesión por Real Orden de 4 de abril de 1905 pero, al no abonar el impuesto correspondiente, no disfrutó del título que quedó vacante. Por resolución del Ministerio de Gracia el 5 de abril de 1909, el título se declaró suprimido.
El derecho sucesorio después pasó a los herederos de su hija María del Rosario Jiménez Molleja, que se casó el 8 de mayo de 1881 en Villa del Río con Emilio Rincón García, médico, natural de Córdoba. Fueron padres de tres hijos: José María (n. 1883), María Dolores (n. 1884) y Emilio (n. 1888). José María, el primogénito, declinó su derecho a favor de su hermano Emilio Rincón Jiménez que sucedió en el título. José María Rincón Jiménez contrajo matrimonio en Córdoba en 1908 con Francisca Baquerizo Hurtado y fueron padres de María del Rosario, Estrella y Francisca Rincón Baquerizo.  María del Rosario (n. Córdoba, 29 de enero de 1918), se casó en el 7 de abril de 1932 con Jacinto Mañas Jiménez, médico militar. Estos fueron los padres del IV conde de Monte Real.
- Emilio Rincón Jiménez (1888-1944), II conde de Monte Real,[2] militar, Encomienda y Cruz de la Orden de Isabel la Católica, gran placa de la Orden de San Hermenegildo y Medalla de Plata de la Cruz Roja.[1]

Se casó el 18 de marzo de 1914 en Villa del Río con María Rafaela Ponce de León y Criado, hija de Francisco de Asís Ponce de León y León, VI marqués del Castillo del Valle de Sidueña, y de su esposa Eloisa Criado Castuera. Fueron padres de dos hijas: María Luisa (Santa Cruz de Tenerife, 1 de mayo de 1915-Madrid, 7 de noviembre de 2009), y María del Rosario.
María Luisa Rincón y Ponce de León se casó en Madrid el 23 de febrero de 1947 con Antonio Plaza del Val. Fueron padres de Paloma (n. 1947), José Antonio (1949) y Emilio (1952)  María Luisa intentó rehabilitar el título sin éxito. Después de su muerte, hubo varias peticiones para la rehabilitación. Su hijo, José Antonio Plaza Rincón solicitó la sucesión en 1985 sin éxito, aunque en 1993 sí obtuvo la real carta de rehabilitación.
- José Antonio Plaza Rincón, III conde de Monte Real.[2] por real carta de sucesión del 22 de abril de 1993. La carta de rehabilitación fue cancelada en 1994.[4]

- Jacinto Mañas Rincón (Tetuán, 17 de febrero de 1933-15 de abril de 2020),[5] IV conde de Monte Real.[2][6] Residente en Montoro, fue pediatra, destacado poeta y miembro de la Real Academia de Córdoba.

Se casó con Blanca Peñalver Pineda, padres de tres hijas: Blanca María, María del Rosario y María de la Cruz. Sucedió su hija:
- Blanca María Mañas Peñalver, V condesa de Monte Real[7]